# 波塔瓦塔米公園 (印地安納州)
波塔瓦塔米公園（英語：Pottawattamie Park）是一個位於美國印地安納州拉波特縣的城鎮。

## 人口
根據2010年美國人口普查的數據，波塔瓦塔米公園的面積為0.64平方千米，當中陸地面積為0.64平方千米，而水域面積為0.00平方千米。當地共有人口235人，而人口密度為每平方千米367人。